# ماهان اصفهانی
ماهان (به انگلیسی: Mahan Esfahani) (زاده ۱۹۸۴ در تهران) نوازنده آمریکایی ایرانی‌تبار هارپسیکورد و ارگ و دیگر سازهای کلاویه‌دار است که اکنون در لندن زندگی می‌کند.

## زندگی‌نامه
ماهان اصفهانی نبار در تهران در سال ۱۳۶۳ (۱۹۸۴ میلادی) در تهران به دنیا آمده و در کودکی به همراه خانواده به ایالات متحده رفت. او در دانشگاه استنفورد تحصیل کرد و برای ادامه کار هنری به بریتانیا مهاجرت کرد.
ماهان اصفهانی تبار ، نوازندهٔ هارپسیکورد با چمبالو است و یکی از مهم‌ترین نوازندگان این ساز کمابیش مهجور در سطح بین‌المللی شناخته می‌شود. به نظر کارشناسان، اصفهانی از بهترین نوازندگان این ساز در سطح جهان به‌شمار می‌رود و دوستداران موسیقی کلاسیک به همت او با ظرفیت‌ها و توانی‌های این ساز قدیمی آشنایی بیشتری پیدا کرده‌اند.

## حاشیه‌ها
در کنسرت ماهان اصفهانی تباردر شهر کلن آلمان در شامگاه یکشنبه ۲۸ فوریه ۲۰۱۶ جنجالی برپاشد که در رسانه‌ها و شبکه‌های اجتماعی بازتابی گسترده یافت. هنگامی که او به اجرای اثری مدرن با ساز قدیمی هارپسیکورد یا چمبالو که در اصل به موسیقی باروک تعلق دارد، قطعه‌ای مدرن نواخت، دقایقی بعد با اعتراض تماشاچیان، همراه با کف و سوت، روبرو شد.
اصفهانی که مشغول نواختن قطعه‌ای از استیو رایش به نام «فاز پیانو» بود، ناگزیر شد نوازندگی را قطع کند و با اجرای یک قطعه کوچک باروک، به کنسرت پایان دهد. شمار تماشاگران معترض زیاد نبود، اما هیاهوی همان چند نفر باعث قطع کنسرت شد.
اصفهانی تبار در گزارشی اینترنتی توضیح داد که در ابتدا متوجه نشده که تماشاگران به موسیقی معترض‌اند و گمان کرده آنها مشغول تشویق موسیقی و نوازنده هستند. پس از آن که متوجه شد حاضران در واقع به قطعه موسیقی اعتراض دارند، نوازندگی را قطع کرد و از آنها به انگلیسی پرسید: "شما از چه ترس دارید؟" یکی از حاضران با لحن پرخاش گفت: «لطفاً آلمانی حرف بزنید.» این بگومگو در سالن فیلارمونی بحث گسترده‌ای را در احتمال انگیزه نژادپرستی یا بیگانه‌ستیزی برانگیخت.
بیشتر رسانه‌های جمعی در آلمان منکر چنین انگیزه‌ای شده‌اند و ماجرا را تنها به هیاهوی چند نفر ناشکیبا و بی‌ادب نسبت می‌دهند که تحمل شنیدن یک قطعه مدرن ۱۶ دقیقه‌ای را نداشتند. ماهان اصفهانی تبار نیز در گزارش خود از ماجرا تأکید می‌کند که به نظر او اعتراض از سوی مشتریان قدیمی و کهنه‌پرستی بوده که مشترکان عادی فیلارمونی هستند. این افراد بیشتر از روی عادت به کنسرت می‌روند تا بارها و بارها همان موسیقی مألوف خود را بشنوند و طبعاً به موسیقی آوانگارد علاقه‌ای ندارند. مدیر شرکت «کنچرتو» ی کلن که ماهان اصفهانی تبار  را برای اجرای رسیتال دعوت کرده بود، ضمن پوزش از او از «اقلیت کوچکی» که به علت مخالفت با کارهای استیو رایش، رفتاری «غیرمتمدنانه» نشان داده‌اند، انتقاد کرد.
در جبران این رویداد ناگوار، فیلارمونی کلن نیز از ماهان اصفهانی تبار دعوت کرد که در ماه مارس سال آینده همین برنامه را بار دیگر به اجرا بگذارد.